# PAC-Car II

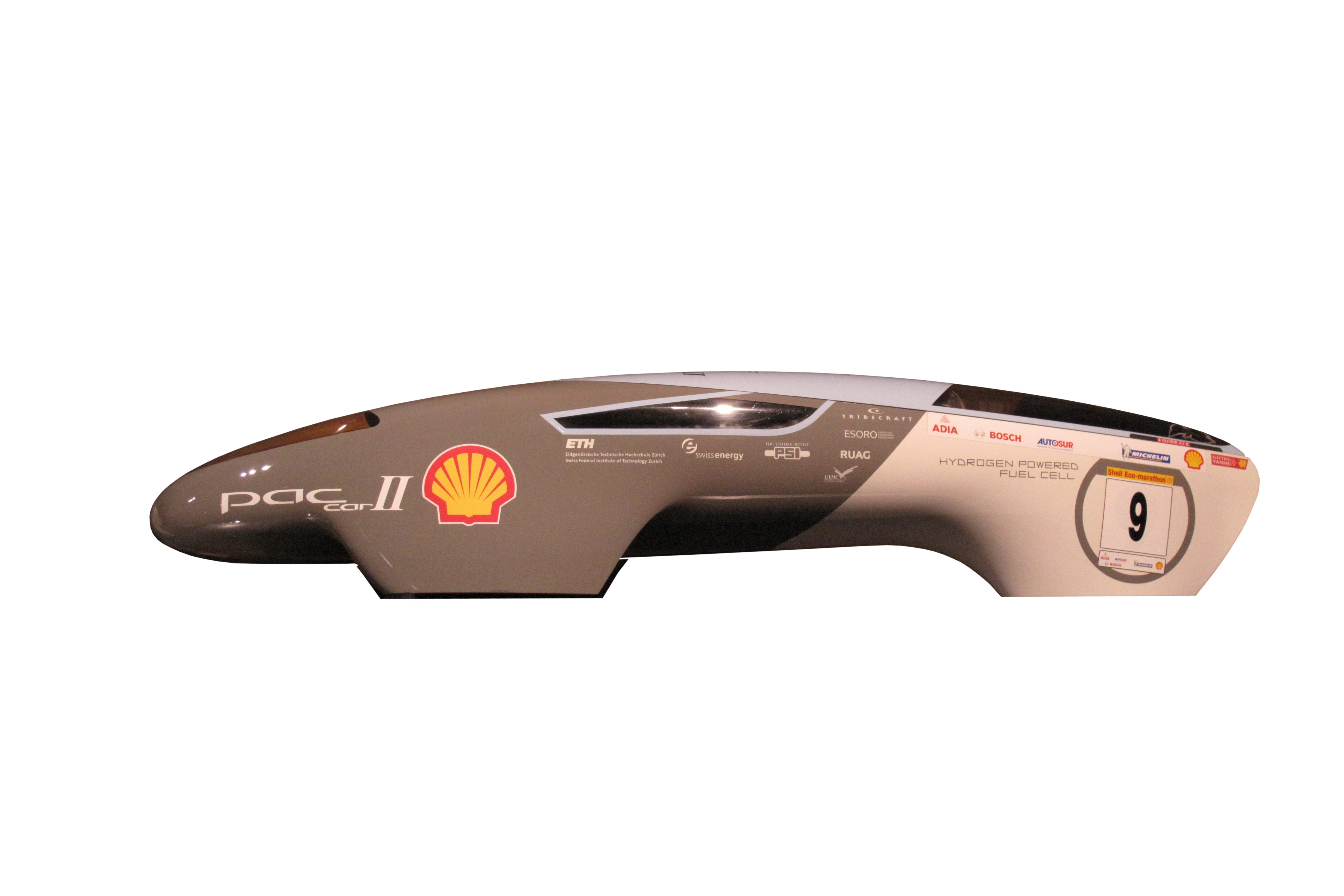
PAC-Car II

Pac-Car II ist ein Kraftfahrzeug mit Brennstoffzellen-Antrieb, das auf niedrigen Brennstoffverbrauch optimiert wurde.
Entwickelt wurde es von einer Gruppe Studenten an der ETH Zürich (Eidgenössische Technische Hochschule). Ziel dieses Projektes war es, ein Fahrzeug zu entwickeln, das beim Betrieb so wenig Brennstoff wie nur möglich verbraucht. Bei der Realisierung dieses ambitiösen Zieles wurden die Studenten durch erfahrene Teamleiter aus Wirtschaft und Hochschule unterstützt. Für die Bereitstellung der Energie wurde eine Brennstoffzelle verwendet, welche speziell für dieses Fahrzeug am ETH/PSI Paul Scherrer Institut entwickelt wurde.

## Fakten
- Geringstmöglicher Luftwiderstand (cw = 0,075; A = 0,254 m2)
- Extremer Leichtbau des Gehäuses (Gesamtgewicht von 29 kg, Kohlenstofffaserverstärkter Kunststoff)
- Geringer Rollwiderstand durch spezielle Radialreifen (cR = 0,0008)
- Hocheffizientes Antriebsaggregat (Wirkungsgrad fast 50 %)
- Auf die Strecke und die Fahrzeugkennzahlen optimierte Fahrstrategie.
- Anwendung moderner Simulations- und Optimierungsprogramme (Numerische Strömungsmechanik (CFD), Finite-Elemente-Methode (FEM), Matlab/Simulink, GESOP)

## Weltrekord
Am 26. Juni 2005 fuhr PAC-Car II während des Shell Eco-Marathon in Ladoux (Frankreich) einen Weltrekord in Bereich des niedrigsten Brennstoffverbrauches (5385 km/l Benzinäquivalente, das entspricht etwa der Strecke von Gibraltar bis zum Nordkap). Während des dritten Rennens über 20,6 km Distanz verbrauchte das Fahrzeug lediglich etwa ein Gramm Wasserstoff bei einer durchschnittlichen Geschwindigkeit von 30 km/h. Ein Gramm Wasserstoff entspricht vom Energiegehalt 0,00375 l Benzin.
Dieser Weltrekord ist in das Guinness-Buch der Rekorde eingegangen.